# 四万十 (小惑星)
四万十(3182 Shimanto)は、1984年11月27日に関勉が高知県芸西村で発見した小惑星である。高知県を流れる四万十川にちなんで命名された。